# Robert Scharfenberg
Robert Karl Gustav Scharfenberg (* 20. Dezember 1894 in Berlin; † nach 1968) war ein deutscher Filmarchitekt.

## Leben und Wirken
Scharfenberg ist einer der großen Unbekannten unter Deutschlands Filmschaffenden, obwohl er, gemeinsam mit seinem Kollegen Carl Haacker, mit dem er bis 1933 mehrfach zusammengearbeitet hatte, als der bedeutendste Filmarchitekt des proletarischen Films Deutschlands der Vor-Hitler-Zeit gilt.
Geboren als Sohn des Arbeiters Gustav Scharfenberg und dessen Frau Bertha, geb. Abraham, betätigte sich Robert Scharfenberg zunächst im Kunstgewerbe. Seine Filmlaufbahn startete der überzeugte Kommunist beim sowjetischen Film, als er 1927 in der Ukraine die Kulissen zu dem antikapitalistischen Streifen Kira Kiralina entwarf, einer Verfilmung des gleichnamigen Romans des Rumänen Panait Istrati. Wieder daheim in Berlin, fand Scharfenberg Beschäftigung bei der Prometheus Film. Gemeinsam mit Haacker gestaltete er die Filmbauten zu drei ausgesucht prosozialistischen bzw. proletarischen „Prometheus“-Produktionen: Mutter Krausens Fahrt ins Glück, Jenseits der Straße und zuletzt Kuhle Wampe oder: Wem gehört die Welt?, bei der er sich auch an der Produktionsleitung beteiligte.
Aufgrund seiner kommunistischen Überzeugungen musste Robert Scharfenberg infolge der nationalsozialistischen Machtergreifung 1933 Deutschland sofort verlassen. Es folgten zunächst Wanderjahre durch Westeuropa. In den Niederlanden stattete er 1934 die Liebesromanze Het meisje met de blauwe hoed des Mitexilanten Rudolf Meinert aus, zwei Jahre darauf beteiligte sich Scharfenberg am Drehbuch zu Siegfried Arnos einziger Filmregie, dem belgischen Streifen La gloire du régiment. 1937 gelang Scharfenberg mit Frau und Tochter die Einreise nach Ägypten. Sein szenenbildnerisches Können fiel bei der noch unterentwickelten Kinematographie dieses Landes auf fruchtbaren Boden, und Robert Scharfenberg gestaltete innerhalb der folgenden drei Jahrzehnte die Bauten zu 73 heimischen Filmproduktionen. Nach seiner letzten Arbeit 1969 verliert sich seine Spur.
Scharfenberg war ab 1916 mit der Floristin Elise Gaber verheiratet. Die im selben Jahr geborene Tochter Ingeborg (Inga) arbeitete als Cutterin ebenfalls beim ägyptischen Film.

## Filmografie (Auswahl)
- 1926: Trypillianische Tragödie (Трипольская трагедия)
- 1927: Kira Kiralina (Кира Киралина)
- 1928: Dornenweg einer Fürstin
- 1929: Jenseits der Straße
- 1929: Mutter Krausens Fahrt ins Glück
- 1932: Kuhle Wampe oder: Wem gehört die Welt? (auch Co-Produktionsleitung)
- 1932: Was gibt’s Neues heut’? (Kurzfilm, auch Produktionsleitung)
- 1933: Schleppzug M 17
- 1934: Het meisje met de blauwe hoed
- 1936: La gloire du régiment (nur Drehbuchmitarbeit)
- 1938: Lasheen (لاشين)
- 1941: Si Omar (سي عمر)
- 1943: Al Bua'saa' (البؤساء)
- 1943: Taqeyet El Ikhfaa (طاقية الإخفاء)
- 1944: Kedb fi Kedb (كدب في كدب)
- 1944: Ebn Al Haddad (ابن الحداد)
- 1945: Safir Gohannam (سفير جهنم)
- 1945: Salama (سلامة)
- 1946: Ma'adarsh (ما أقدرش)
- 1947: Abu Zayd Al-Hilali (أبو زيد الهلالي)
- 1948: Layt Al Shabab (ليت الشباب)
- 1948: Fatah min Falasteen (فتاة من فلسطين)
- 1950: Demaa Fil Saharaa (دماء في الصحراء)
- 1950: Aleaql zyna (العقل زينة)
- 1951: Jazirat al'ahlam (جزيرة الأحلام)
- 1952: Qalil Al-Bakht (قليل البخت)
- 1952: Masry fi Lebnan (مصري في لبنان)
- 1953: Alherman (الحرمان)
- 1953: Hakam qaraqush (حكم قراقوش)
- 1954: Aziza (عزيزة)
- 1954: Assaad El Ayam (أسعد الأيام)
- 1955: Kilo 99 (كيلو ٩٩)
- 1956: Ismail Yassine fi Mat'haff Elshame' (إسماعيل يس في متحف الشمع)
- 1958: Khaled Ibn Al Walid (خالد بن الوليد)
- 1959: Aihtarsi min alhob (احترسي من الحب)
- 1960: Wataniin wa hubi (وطني وحبي)
- 1960: Liqimat aleaysh (لقمة العيش)
- 1961: Antar Ibn Shaddad (عنتر بن شداد)
- 1963: Al Nasser Salah El-Deen (الناصر صلاح الدين)
- 1969: Nadia (نادية)